# 永井するみ
永井 するみ（ながい するみ、1961年8月12日 - 2010年9月3日）は、日本の小説家。本名は、松本 優子（まつもと ゆうこ）。東京都生まれ。

## 略歴
1983年に東京芸術大学音楽学部中退。1987年、北海道大学農学部農業生物学科卒業。卒業後は東京に戻り、日本アイ・ビー・エム、Apple Computerに勤務。
1995年、第2回創元推理短編賞で「瑠璃光寺」が最終候補となり、宮部みゆき・北村薫編纂のアンソロジー「推理短編六佳撰」に収録される。
1996年、短編「マリーゴールド」で地方文学賞の第3回九州さが大衆文学賞、短編「隣人」で第18回小説推理新人賞を受賞。
第2回創元推理短編賞で最終候補になったのち、東京創元社編集者（当時）の戸川安宣に長編の執筆を勧められ、『枯れ蔵』を執筆。この作品で第1回新潮ミステリー倶楽部賞を受賞した。
2010年9月3日、死去。享年49。『小説推理』（双葉社）に連作短編「秘密は日記に隠すもの」シリーズを連載中で、死去の1週間前に第4回が掲載されたばかりだった。

## 著作リスト

### 長編
- 枯れ蔵（1997年1月 新潮社 / 2000年2月 新潮文庫 / 2008年7月 創元推理文庫）
- 樹縛（1998年4月 新潮社 / 2001年2月 新潮文庫 / 2009年9月 創元推理文庫）
- ミレニアム（1999年3月 双葉社 / 2000年11月 双葉文庫）
- 大いなる聴衆（2000年8月 新潮社 / 2005年6月 創元推理文庫）
- 防風林（2002年1月 講談社 / 2005年11月 講談社文庫）
- 唇のあとに続くすべてのこと（2003年1月 光文社 / 2005年10月 光文社文庫）
- 希望（2003年12月 文藝春秋 / 2008年12月 文春文庫）
- 俯いていたつもりはない（2004年9月 光文社 / 2007年8月 光文社文庫）
- ビネツ―美熱（2005年6月 小学館 / 2007年12月 小学館文庫）
- さくら草（2006年5月 東京創元社 / 2009年8月 創元推理文庫）
- ダブル（2006年9月 双葉社 / 2010年2月 双葉文庫）
- 欲しい（2006年12月 集英社 / 2009年10月 集英社文庫）
- カカオ80%の夏（2007年4月 理論社）
- グラデーション（2007年10月 光文社 / 2010年5月 光文社文庫）
- 義弟（2008年5月 双葉社）
- グラニテ（2008年7月 集英社）
- レッド・マスカラの秋（2008年12月 理論社）
- 悪いことはしていない（2009年3月 毎日新聞社）
- マノロブラニクには早すぎる（2009年10月 ポプラ社 / 2011年10月 ポプラ文庫）
- 逃げる（2010年3月 光文社）

### 短編集
- ランチタイム・ブルー（1999年12月 集英社 / 2005年2月 集英社文庫）
  - 収録作品：ランチタイム・ブルー / カラフル / ハーネス / フィトンチッド / ビルト・イン / ムービング / ウイークエンド・ハウス / ビスケット
- 歪んだ匣（2000年7月 祥伝社）
  - 収録作品：重すぎて / D・I・D / 歪んだ月 / ドラッグストア / ブラックボックス / ダブル・オリーブ / 幻の味 / ウーマン / 蝶のごとく
- 天使などいない（2001年4月 光文社 / 2003年6月 光文社文庫）
  - 収録作品：別れてほしい / 耳たぶ / 十三月 / レター / 銀の墨 / マリーゴールド / プレゼント / 落花 / 振り返りもしない
- 隣人（2001年7月 双葉社 / 2004年7月 双葉文庫）
  - 収録作品：隣人 / 伴走者 / 風の墓 / 洗足の家 / 至福の時 / 雪模様
- ボランティア・スピリット（2002年8月 光文社 / 2005年1月 光文社文庫）
  - 収録作品：冬枯れの木 / ボランティア・スピリット / 雨 / 誰に恋すればいい？ / きれいな手 / ジャスミンの花 / 夜に辿る道 / そばにいて / 言葉にならない
- ソナタの夜（2004年12月 講談社 / 2008年1月 講談社文庫）
  - 収録作品：ミルクティ / 秋雨 / 緑深き淵 / 彼女の手 / 隣の公園 / 唐草といふもの / ソナタの夜
- 年に一度、の二人（2007年3月 講談社 / 2010年6月 講談社文庫）
  - 収録作品：シャドウ / コンスタレーション / グリーンダイヤモンド
- ドロップス （2007年7月 講談社）
  - 【改題】涙のドロップス（2011年4月 講談社文庫）
    - 収録作品：ドロップス / うたうだけ / フルーツ消しゴム / 色づいた光 / 貝ボタン / 砂漠のキャラバン / この薔薇を

### アンソロジー
「」内が永井するみの作品
単行本未収録
- 推理短編六佳撰（1995年11月 創元推理文庫）「瑠璃光寺」- 第2回創元推理短編賞最終候補作
- 勿忘草（2003年1月 祥伝社文庫）「針」
- COLORS（2008年4月 ホーム社 / 2009年10月 集英社文庫）「ターコイズブルーの温もり」
- Lost and Found − さがしもの teens' best selections（2008年9月 ポプラ社）「ハンカチの木」
- 初恋。（2009年1月 ピュアフル文庫）「アンビシャス少年」

採録
単行本に収録されている短編で、アンソロジーに採録された作品。
- 推理小説代表作選集 1997 推理小説年鑑（1997年6月 講談社）「マリーゴールド」
- 白のミステリー（1997年12月 光文社）
  - 【改題・再編集】恐怖の化粧箱（1999年10月 光文社文庫）「プレゼント」

- 不透明な殺人（1999年2月 祥伝社文庫）「重すぎて」
- 殺人哀モード（2000年4月 講談社文庫）「マリーゴールド」
- 小説推理新人賞受賞作アンソロジー2（2000年11月 双葉文庫）「隣人」
- 悪魔のような女（2001年7月 ハルキ文庫）「歪んだ月」
- 事件現場に行こう（2001年11月 光文社カッパ・ノベルス / 2006年4月 光文社文庫）「冬枯れの木」
- 緋迷宮（2001年12月 祥伝社文庫）「カラフル」
- 紅迷宮（2002年6月 祥伝社文庫）「落花」
- らせん階段（2003年5月 ハルキ文庫）「洗足の家」
- 事件を追いかけろ（2004年12月 光文社カッパ・ノベルス / 2009年4月 光文社文庫）「雪模様」

### 翻訳された作品
- 長編
  - カカオ80%の夏 （理論社 ミステリーYA!、2007年4月）
    - 韓国：『카카오 80%의 여름』（2008年4月、キム・ジュヨン（김주영）訳、ISBN 9788975279027）
- 短編
  - 別れてほしい （『天使などいない』（光文社、2001年4月／光文社文庫、2003年6月）に収録）
    - 台湾：「我們來分手吧!」（アンソロジー『在海迷失的蝴蝶』（2006年7月、傅博（島崎博）編、ISBN 9577339034）に収録） - 名前の表記は「永井駿海」

## 映像化作品
テレビドラマ
- 六月の花嫁2005 マリーゴールド（2005年6月14日、日本テレビ系「火曜サスペンス劇場」で放送、主演：富田靖子、原作：マリーゴールド『天使などいない』所収）
- ビネツ 〜美肌の誘惑 現代エステ大奥物語〜（2006年11月21日、日本テレビ系「火曜ドラマゴールド」で放送、主演：中越典子、原作：ビネツ―美熱）